# (78889) 2003 SA36
(78889) 2003 SA36 es un asteroide perteneciente al cinturón de asteroides, región del sistema solar que se encuentra entre las órbitas de Marte y Júpiter.
Fue descubierto el 18 de septiembre de 2003 por el equipo del LINEAR desde el Laboratorio Lincoln, Socorro, Nuevo México.

## Designación y nombre
Designado provisionalmente como 2003 SA36.

## Características orbitales
2003 SA36 está situado a una distancia media del Sol de 2,389 ua, pudiendo alejarse hasta 2,999 ua y acercarse hasta 1,779 ua. Su excentricidad es 0,255 y la inclinación orbital 5,942 grados. Emplea 1348,73 días en completar una órbita alrededor del Sol.

## Características físicas
La magnitud absoluta de 2003 SA36 es 16,00. Tiene 3,762 km de diámetro y su albedo se estima en 0,072.